# Rudolf Pannwitz
Rudolf Pannwitz (Crossen, 27 maggio 1881 – Astano, 23 marzo 1969) è stato uno scrittore e filosofo tedesco.
I suoi ambiti di interesse spaziarono sulla filosofia, l'arte, la letteratura. Le sue opere di ampio respiro, delle quali è delineato il piano generale nell'autobiografica Grundriß einer Geschichte meiner Kultur 1886 bis 1906 (1921), miravano al rinnovamento dell'umanità, che basato sulla cooperazione tra le arti e le scienze, coinvolgeva la riaffermazione della comune eredità filosofica e mitica, nell'ottica di un riavvicinamento umano alla natura e allo spirito cosmico.
Tale concezione, fortemente influenzata dalla posizione di Nietzsche e fortemente ostile al nichilismo, trovò concreta elaborazione negli scritti teoretici Die Krisis der europäischen Kultur (1917), Kosmos Atheos (1926), Die Freiheit des Menschen (1926), Nietzsche und die Verwandlung des Menschen (1940), Der Nihilismus und die werdende Welt (1951), e Beiträge zu einer europäischen Kultur (1954).
La sua poetica visionaria, che combinava lo stile rapsodico di Nietzsche e quello di Stefan George, che conosceva personalmente, trova la sua migliore espressione in Dionysische Tragödien (1913) e nella sua serie Mythen (9 Pts., 1919-21), un adattamento dei miti in chiave moderna comprendente Das Kind Aion, Der Elf, Das Lied vom Ehlen, Faustus und Helena, Der Gott, e Logos.
La sua produzione poetica, che include Urblick (1926) e Hymnen aus Widars Wiederkehr (1927), fu raccolta nel volume Wasser wird sich ballen (1963). Scrisse anche i poemi epici Prometheus (1902) e König Laurin (1956).
Assieme ad Otto zur Linde, che influenzò le sue prime opere, fu fondatore della rivista periodica Charon.
Pannwitz, che dal 1921 al 1948 visse sulla piccola isola adriatica di Koločep presso Ragusa e successivamente in Svizzera, non raggiunse mai posizioni di primaria rilevanza nel panorama culturale contemporaneo. Nel 1968 fu insignito del Premio Andreas Gryphius.

## Opere
- Der Volksschullehrer und die deutsche Sprache, Berlino 1907
- Der Volksschullehrer und die deutsche Kultur, Berlino 1909
- Zur Formenkunde der Kirche, Wittenberg 1912
- Dionysische Tragödien, Nürnberg 1913
- Die Freiheit des Menschen, Nürnberg 1917
- Die Krisis der europaeischen Kultur, Nürnberg 1917
- Deutschland und Europa, Nürnberg 1918
- Baldurs Tod, Nürnberg 1919
- Faustus und Helena, Nürnberg 1920
- Aus dem Chaos zur Gemeinschaft, München-Feldafing 1921
- Orplid, München 1923
- Die deutsche Idee Europa, München-Feldafing 1931
- Lebenshilfe, Zürich 1938
- Das Weltalter und die Politik, Zürich 1948
- Beiträge zu einer europäischen Kultur, Nürnberg 1954
- Kommunismus, Faschismus, Demokratie, Zürich 1961
- Wasser wird sich ballen, Stuttgart 1963
- Eine Auswahl aus seinem Werk. Hrsg. von Erwin Jaeckle. Wiesbaden 1983, ISBN 3-515-03936-8
- Undine. Ein nachgelassenes Versepos, Nürnberg 1999, ISBN 3-418-00574-8